# Fergus Hume
Fergus Hume (Powick, 8 luglio 1859 – Thundersley, 12 luglio 1932) è stato uno scrittore britannico specializzato in gialli.

## Biografia
Nato nella contea di Worcestershire, in Inghilterra, da bambino si trasferisce in Nuova Zelanda. Si laurea in giurisprudenza all'università di Otago, ma abbandona la carriera di avvocato per dedicarsi con passione alla scrittura e alla drammaturgia.
Giornalista di numerose riviste e quotidiani, a ventisette anni, nel 1886, pubblica Il mistero del calesse. Il romanzo ottiene un risultato travolgente, diventando in breve uno dei gialli più letti del XIX secolo. Ne vengono vendute, infatti, addirittura 340 000 copie e se ne trae anche una pièce teatrale replicata sia in Nuova Zelanda sia in Inghilterra. Hume ritorna nel Regno Unito dando alle stampe più di 130 romanzi, per la gran parte polizieschi.
A muovere alla perfezione gli ingranaggi dei gialli di Hume sono le ambigue relazioni dei personaggi, tutti o quasi sospetti, narrate abilmente dall'autore, che riesce così a immergere il lettore nel clima del mistero più fitto.

## Opere

### Romanzi
- 1886 I misteri di Melbourne (Milano, Reichiedei & C., 1891)
- 1886 Il delitto della carrozza chiusa (1933 I romanzi dell'Iride))
- 1899 Il mistero delle mummie azzurre (1932 I Romanzi Gialli Mediolanum)
- 1900 La dama errante (1910 Biblioteca amena Treves, N. 795)
- 1903 L'idolo cieco (1937 Gialli Economici Mondadori)
- 1906 La morsa (1936 Gialli Economici Mondadori)